# Wilhelm Mauritz Klingspor

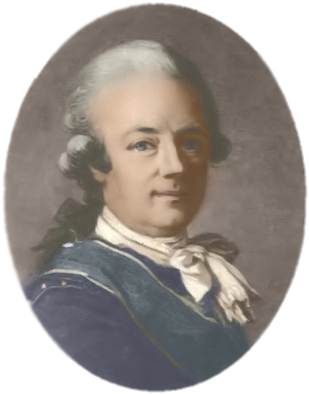
Wilhelm Mauritz Klingspor (1808)

Wilhelm Mauritz Klingspor, seit 1771 Freiherr, seit 1799 Graf, schwedisch Vilhelm Mauritz greve Klingspor (* 7. Dezember 1744 in Fluxerum/Karlstorp, Jönköpings län; † 15. Mai 1814 in Stockholm) war ein schwedischer Feldmarschall.

## Leben

### Herkunft und Familie
Wilhelm war Angehöriger einer schwedischen Linie des verbreiteten Adelsgeschlechts Klingsporn. Seine Eltern waren der schwedische Jurist Kristian Fredrik Klingspor (1711–1785) und Anna Magdalena Pauli (1721–1774).
Klingspor wurde 1799 in den schwedischen Grafenstand erhoben und 1752 bei der Grafenklasse der Ritterschaft (Nr. 107) introduziert.
Er vermählte sich 1771 in erster Ehe mit Anna Charlotta Petersén (1755–1810) und in zweiter Ehe 1794 mit Hedvig Ulrika von Willebrand (1765–1795). Die erste Ehe wurde geschieden, worauf seine geschiedene Frau ebenfalls 1794 den Generalleutnant Adam Ludvig Lewenhaupt (1748–1808) heiratete. Aus erster Ehe sind sechs Kinder hervorgegangen.

### Werdegang
Klingspor begann seine Laufbahn in französischen Diensten, bevor er 1761 Leutnant des Jönköping-Regiment wurde. Er avancierte 1767 zum Hauptmann im Jämtland-Drachenregiment und 1779 zum Oberst im Västerbotten-Regiment. 1783 wechselte er ins Dalregiment. 1788 war er Generalintendant der Armee in Finnland und kämpfte im Russisch-Schwedischen Krieg. Er erhielt seine Beförderung zum Generalmajor 1789 und die zum Generalleutnant 1790, wurde gleichzeitig kommandierender General in Finnland und Adjutant von König Gustav III. 1799 wurde er Präsident des Kriegskollegiums. Im Jahre 1800 begleitete er König Gustaf IV. Adolf als Generaladjutant und Mitglied der Regierung nach St. Petersburg. Mit seinem Aufstieg zum General der Infanterie im Jahre 1802 wurde er auch Generalinspekteur der finnischen Truppen. Im Russisch-Schwedischen Krieg, der mit dem Verlust Finnlands an Russland und dem Sturz des Schwedischen Königs endete, führte er die Armee als Feldmarschall. Er wurde dann 1809 Generalgouverneur in Norrland und Kommandeur von Stockholm. 1810 erhielt er seinen Abschied.